# Nunciatura Apostòlica a Alemanya
La Nunciatura Apostòlica a Alemanya és un ofici eclesiàstic de l'Església Catòlica a Alemanya. És la missió diplomàtica de la Santa Seu, i el representant és anomenat Nunci apostòlic a Alemanya, amb rang d'ambaixador. La nunciatura ha estat situada a Berlín des de 1925, en unió personal amb el nou Nunci apostòlic a Prússia fins a 1934. Entre 1920 i 1925 la nunciatura estava en unió personal amb el Nunci apostòlic a Baviera, situada a Múnic. Amb la rendició incondicional d'Alemanya el 1945, els llaços diplomàtics es van interrompre i es van restablir només per l'Alemanya Occidental el 1951, llavors a Bonn. El 2001, la nunciatura tornà a Berlín.
Tres nuncis apostòlics a Alemanya han estat nomenats Papes: Fabio Chigi (Alexandre VII), Annibale Sermattei della Genga (Lleó XII) i Eugenio Pacelli (Pius XII). El 2014, el Nunci Apostòlic a Alemanya és Nikola Eterović, nomenat pel Papa Francesc el 21 de setembre de 2013.

## Nuncis Apostòlics a Alemanya

### Al Sacre Imperi Romanogermànic

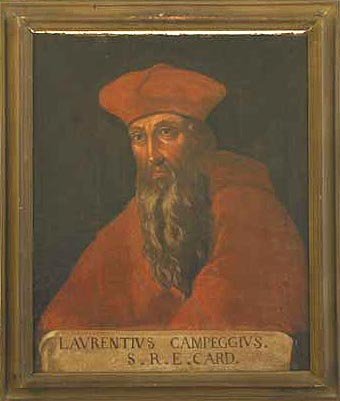
Lorenzo Campeggio, el primer nunci al territori de l'actual Alemanya

El primer nunci al territori on actualment es troba Alemanya va ser Lorenzo Campeggio el 1511, com a nunci i cardenal protector a la cort imperial. El seu paper va ser ratificat el 1513 per Lleó X, el nou Papa. La nunciatura va quedar permanentment acreditada el 1530, fins i tot quan els nuncis sovint seguiren a Carles V quan abandonava territori alemany.
- Lorenzo Campeggio (1511–1539)[1]
  - Karl von Miltitz, Nunci a Saxònia el 1518, enviat per aconseguir que Luter revoqués les seves tesis, i que Saxònia deixes de protegir Luter.

### A Colònia
El 1584 s'erigí la nunciatura a Colònia pel nord-oest del Sacre Imperi Romanogermànic i la Renània. Els nuncis a Colònia estaven acreditats davant dels Arquebisbes-Electors de Colònia, Mainz i Trier. El 1596, els Països Baixos van passar a tenir el seu propi nunci a Brussel·les, deixant la de Colònia. Finalment quedà fusionada amb la Nunciatura Apostòlica a Àustria.
- Giovanni Francesco Bonomi (1584–1587), Bisbe de Vercelli
- Ottavio Mirto Frangipani (1587–1596), Bisbe de Caiazzo, 1592 Bisbe de Tricarico
- Cesare Speciano (1592/96–1598)
- Coriolano Garzadoro (1593/98–1606), Bisbe d'Ossero
- Attilio Amalteo (1606–1610)
- Pier Luigi Carafa (1624–1634)
- Ciriaco Rocci (1630–1634)
- Fabio Chigi, futur Papa Alexandre VII (1639–1651)
- Francesco Buonvisi (1670–1672)
- Opizio Pallavicini (1672–1680)
- Sebastiano Tanara (1687–1690)
- Gianantonio Davia (1690–1696)
- Fabrizio Paolucci (1696–1700)
- Giulio Piazza (1702–1706)
- Giovanni Caprara Montecuccoli (1766–1775)
- Carlo Bellisomi (1775–1785)
- Bartolomeo Pacca (1786–1794)
- Annibale della Genga, darrer nunci a Colònia i futur Papa Lleó XII (1794–1804)

### A Berlín

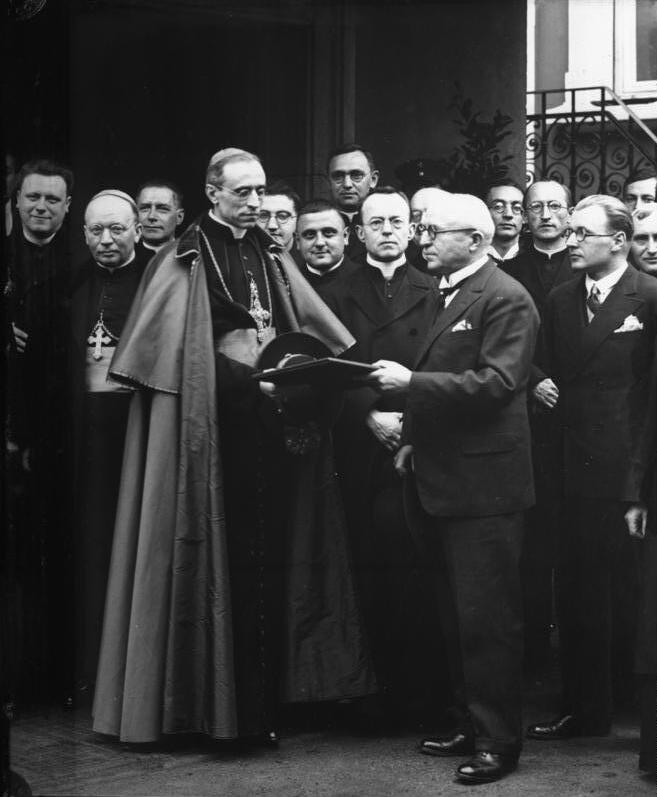
Eugenio Pacelli, Nunci a Alemanya, amb Wilhelm von Opel i d'altres a Rüsselsheim, Hesse, 1 d'octubre de 1928.

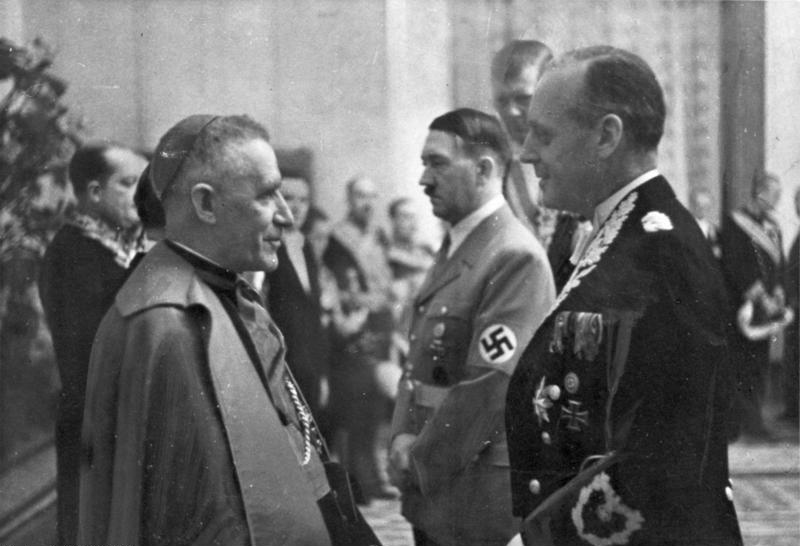
Cesare Orsenigo, nunci a Alemanya durant la II Guerra Mundial, amb Adolf Hitler i Joachim von Ribbentrop.

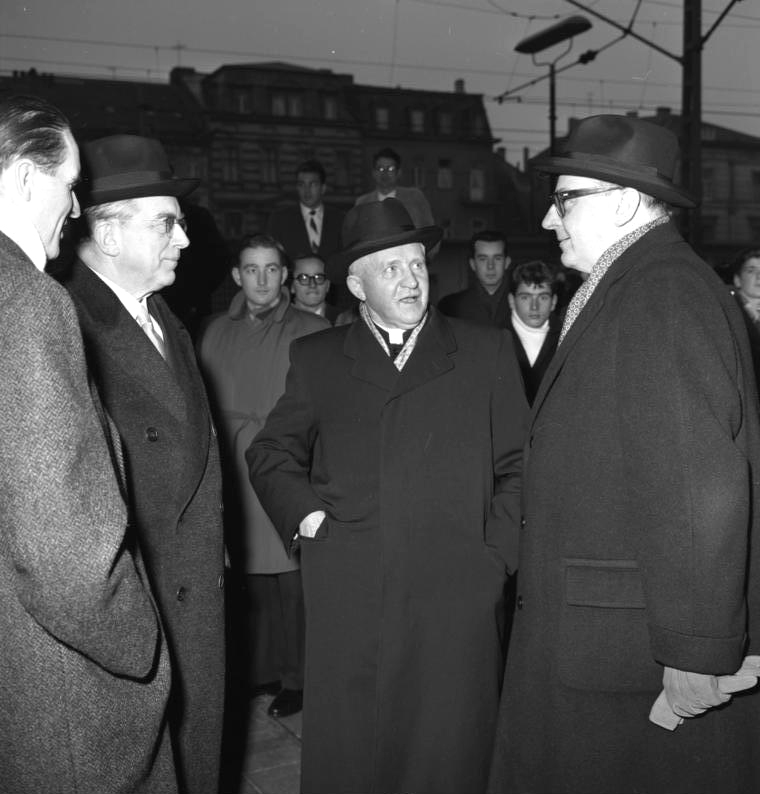
Aloisius Joseph Muench, nunci a l'Alemanya Occidental de post-guerra.

Alemanya i la Santa Seu van acordar relacions diplomàtiques l'1 de maig de 1920. L'Arquebisbe Eugenio Pacelli, Nunci a Baviera, va ser nomenat Nunci a Alemanya en unió personal. Com amb Baviera, s'establiren relacions diplomàtiques amb els estats d'Alemanya. El 1925 Pacelli abandonà la nunciatura bavaresa i va ser nomenat Nunci a Prússia en unió personal amb la nunciatura d'Alemanya, traslladant-se a Berlín aquell mateix any. Fins a la dissolució dels estats federals alemanys al maig de 1934, el Nunci a Alemanya seguí sent Nunci a Prússia, amb títols separats. Les relacions amb Baviera van romandre intactes amb el successor de Pacelli, l'arquebisbe Alberto Vassallo-Torregrossa, el rang d'ambaixador del qual s'esvaí el 1934 conjuntament amb la mateixa existència de Baviera com a estat, tot i que seguí amb la seva tasca fins que abandonà el país el 1936 a causa de les insistències del règim nazi.
- 1920–1930: Eugenio Pacelli (futur Papa Pius XII), nunci a Alemanya, en unió personal a Baviera (1917–1925) i Nunci a Prússia (1925–1930)
- 1930–1945: Cesare Orsenigo, en unió personal a Prússia (1930–1934), des de 1944 a Prötzel, i el gener de 1945 a Eichstätt, on va morir el 1946
- 1945–1951: vacant. No es nomenà cap nunci per l'Alemanya ocupada
- 1946–1951: Aloisius Joseph Muench com a visitador apostòlic, en unió personal amb el vicari militar delegate de les forces armades dels Estats Units, esdevenint nunci a Bonn el 1951.

### A Bonn
El 1951, quan l'Alemanya Occidental, oficialment la República Federal Alemanya, adquirí pràcticament la sobirania, els llaços amb la Santa Seu s'elevaren de nou al nivell de nunciatura. La República Democràtica Alemanya no va mantenir lligams diplomàtics amb el Vaticà.
- 1951–1959: Aloisius Joseph Muench
- 1960–1975: Corrado Bafile
- 1975–1984: Guido Del Mestri
- 1984–1991: Giuseppe Uhac, des de 1990 també competent pels Nous estats d'Alemanya
- 1991–1995: Lajos Kada
- 1995–2003: Giovanni Lajolo, fins al 2001 a Bonn

### In Berlín
- 1995–2003: Giovanni Lajolo, el 2001 es traslladà a Berlín, tal com ho va fer el Govern Federal
- 2003–2007: Erwin Ender
- 2007–2013: Jean-Claude Périsset
- 2013-present: Nikola Eterovic